# Curtis Nowosad
Curtis Nowosad (* 2. April 1988 in Belleville, Ontario) ist ein kanadischer Musiker (Schlagzeug, Komposition) des Modern Jazz.

## Leben und Wirken
Curtis Nowosad wuchs in Winnipeg, Manitoba auf und erwarb den Bachelor in Jazz-Studien an der University of Manitoba, an der er Unterricht bei Terreon Gully und Quincy Davis hatte; ein Masterabschluss folgte an der Manhattan School of Music, wo er Fellow des Jazz Institute war und Unterricht bei John Riley und Jim McNeely hatte. In dieser Zeit trat er mit dem MSM Afro-Cuban Jazz Orchestra unter Leitung von Bobby Sanabria auf. Er arbeitete im Laufe seiner bisherigen Karriere u. a. mit Donny McCaslin, Stefon Harris, Miguel Zenón, Jack Wilkins, George Colligan, Dave Douglas, Steve Wilson, Marc Cary, Philip Harper, Craig Harris und Jacques Schwarz-Bart, Cándido Camero, Dave Liebman, Jimmy Owens und Kenny Barron.
Nach seinem Debütalbum The Skeptic & the Cynic (2012, u. a. mit dem Pianisten Taylor Eigsti) legte Nowosad mit seinem Quintett 2015 das Album Dialectics (Cellar Live) vor, das als „Jazzalbum des Jahres: Solo“ für den Juno Award nominiert wurde; mitwirkende Musiker waren Jimmy Greene, Derrick Gardner, Steve Kirby und Will Bonness. Nowosad erhielt mehrere Auszeichnungen und Stipendien, u. a. trat er als Sieger des Keep an Eye Jazz Award 2014 im Bimhuis in Amsterdam auf; zwei Mal war er Artist in Residence (Betty Carters Jazz Ahead) im Kennedy Center in Washington, DC 2017 wirkte er außerdem bei John Pittmans Album Kinship mit. 2019 legte er ein selbstbetiteltes Album vor, das er u. a. mit Duane Eubanks, Braxton Cook und Andrew Renfroe eingespielt hatte. 2023 folgte die EP If I Had, aufgenommen mit Renfroe und Luke Sellick. 2025 erschien I Do My Best, mit Gastmusikern wie Andrew Renfroe und Joanna Majoko.